# اوکن، کاگوشیما
اوکن، کاگوشیما (به لاتین: Uken, Kagoshima) یک منطقهٔ مسکونی در ژاپن است که در Ōshima District واقع شده‌است. اوکن ۱۰۳٫۰۷ کیلومتر مربع مساحت و ۱٬۸۴۳ نفر جمعیت دارد.